# بیلی گولد
بیلی گولد (انگلیسی: Billy Gould؛ زادهٔ ۲۴ آوریل ۱۹۶۳) یک موسیقی‌دان اهل ایالات متحده آمریکا است. وی از سال ۱۹۷۹ میلادی تاکنون مشغول فعالیت بوده‌است.